# Suhanivka, Starobilsk
Suhanivka (în ucraineană Суханівка) este un sat în comuna Nîjnopokrovka din raionul Starobilsk, regiunea Luhansk, Ucraina.

## Demografie
Componența lingvistică a localității Suhanivka
     Ucraineană (96%)
     Rusă (3,2%)
     Alte limbi (0,8%)
Conform recensământului din 2001, majoritatea populației localității Suhanivka era vorbitoare de ucraineană (96%), existând în minoritate și vorbitori de rusă (3,2%).